# Prionosuchus
Prionosuchus es un género extinto que solamente es reconocido por una especie  P. plummeri, de anfibios temnospóndilos que vivieron durante casi todo el Pérmico Inferior (hace 299 a 272 millones de años), siendo hallado en lo que ahora es Brasil.

## Descripción

Tamaño de Prionosuchus plummeri comparado con un humano

Los restos fragmentarios de este animal se han encontrado en la formación Pedra do Fogo en la cuenca de Parnaiba del noreste de Brasil, y fueron descritos por L.I. Price en 1948. Alcanzando una longitud estimada de 9 m, Prionosuchus es el anfibio más grande jamás encontrado.
Con un hocico alargado y cónico, numerosos dientes agudos, un cuerpo largo, patas cortas y una cola adaptada a la natación, su apariencia general por evolución convergente, era muy similar a la de los cocodrilos modernos, particularmente los gaviales, y probablemente tenía un estilo de vida similar como un depredador acuático de emboscada que se alimentaba de peces y otros animales acuáticos.

## Clasificación
Fue clasificado como un arquegosaurio por Carroll. El género es monotípico, siendo P. plummeri la única especie descrita. Los arquegosaurios eran un grupo de temnospóndilos que ocupaban el nicho ecológico de los cocodrilos y caimanes durante el Pérmico, y de los cuales es típico el género europeo Archegosaurus. El grupo se extinguió al final del Pérmico y su nicho fue más tarde ocupado por reptiles como los fitosaurios en el período Triásico.
Cox y Hutchinson revaluaron a Prionosuchus en 1991 y lo sinonimizaron con el género Platyoposaurus de Rusia. Sobre la base de este estudio, la formación Pedra do Fogo fue considerada como de mediados a finales del Pérmico. Sin embargo, Platyoposaurus era comparativamente menor, alcanzando una longitud total de sólo 2,5 m, indicando que los dos animales eran distintos al menos en el nivel de especie. Estudios alternativos basados en plantas y polen indican que esta formación era más bien de principios del Pérmico, lo que implica que Prionosuchus no era contemporáneo de Platyoposaurus. Muchos paleontólogos[¿quién?] consideran a Prionosuchus como un género válido.

## Paleoecología

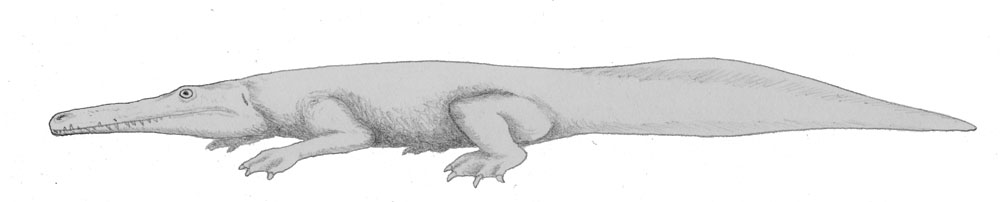
Prionosuchus

Prionosuchus vivió en un ambiente tropical húmedo, según indica el bosque petrificado de la formación Pedra do Fogo en la cual se hallaron sus fósiles. Los estratos compuestos de limolitas, esquistos y calizas fueron depositados en hábitats lacustres y fluviales. Otros animales descubiertos en las mismas rocas incluyen varios tipos de peces (tiburones primitivos, paleoníscidos y dípneos) y otros anfibios.